# Marco d'Oggiono

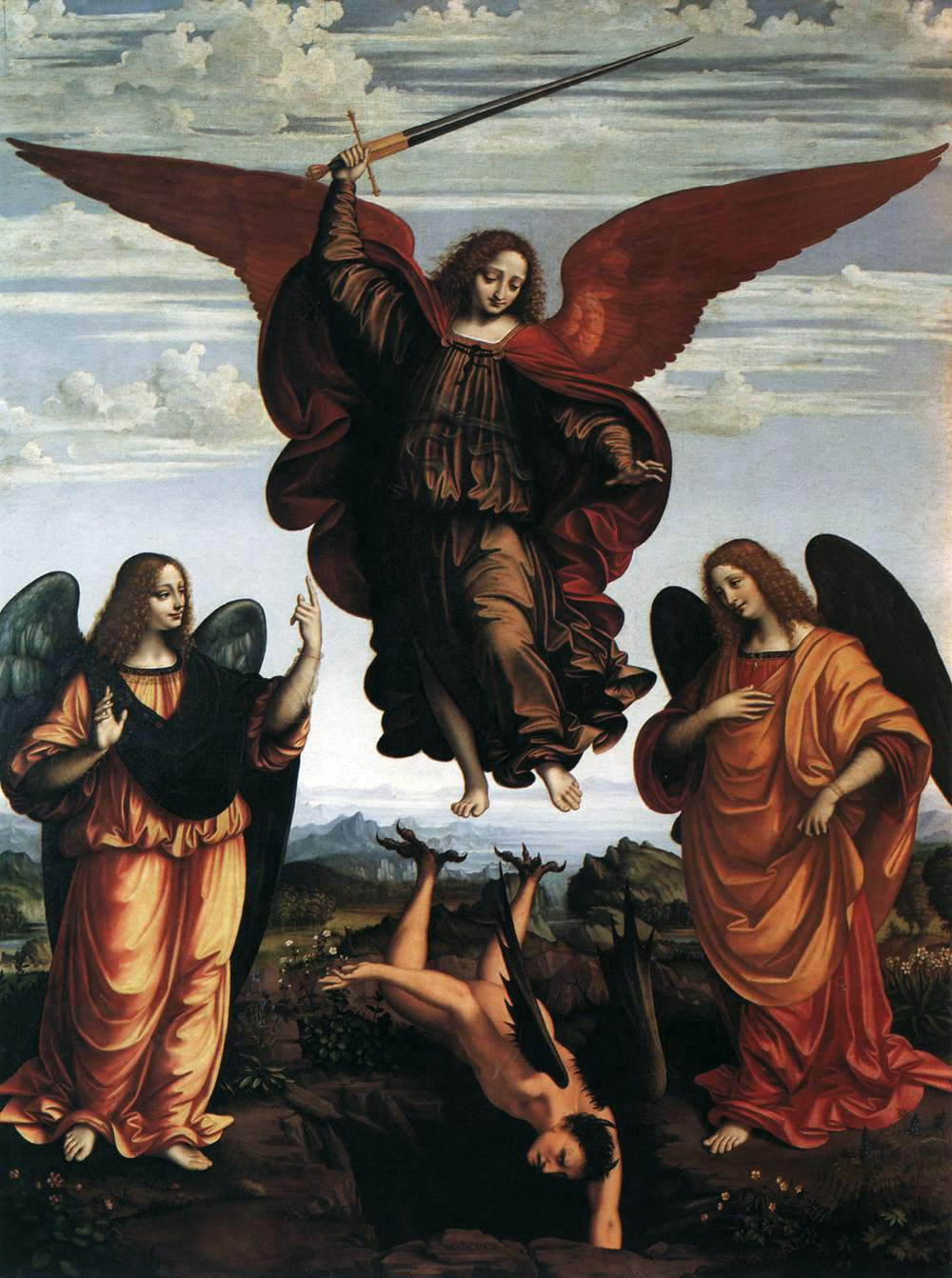
Pala dei Tre Arcangeli

Marco d'Oggiono (ca. 1470 — ca. 1549) foi um pintor italiano e principal aluno de Leonardo da Vinci, cujos trabalhos ele repetidamente copiava. 
Marco d'Oggiono nasceu em Oggiono, perto de Milão. Pouco se sabe sobre sua vida - nem mesmo a data de sua série mais importante de afrescos, na Igreja de Santa Maria della Pace, em Milão. Ele também provavelmente morreu na mesma cidade. 
Oggiorno copiou A Última Ceia, de Da Vinci, várias vezes, e uma das cópias está na Real Academia de Artes, na Inglaterra. 